# Inioteuthis japonica
Inioteuthis japonica är en bläckfiskart som först beskrevs av Wilhelm Gottlieb von Tilesius von Tilenau och D'Orbigny 1845 in Férussac.  Inioteuthis japonica ingår i släktet Inioteuthis och familjen Sepiolidae. IUCN kategoriserar arten globalt som otillräckligt studerad. Inga underarter finns listade i Catalogue of Life.